# Aspilota tergitalis
Aspilota tergitalis är en stekelart som beskrevs av Fischer 1973. Aspilota tergitalis ingår i släktet Aspilota och familjen bracksteklar. Inga underarter finns listade.